# 種谷村
種谷村（たねだにむら）は、石川県河北郡にあった村。現在の津幡町の中北部にあたる。

## 地理
- 山 ： 谷内山 (102m)、高峯、気屋峠、菩提寺峯 (242m)、三国山 (324m)、殿山、興津峠、甲斐崎山
- 河川 ： 能瀬川

## 歴史
- 1889年（明治22年）4月1日 - 町村制の施行により、御門村、下矢田村、上矢田村、中山村、種村、小熊村（こんまむら）、大熊村（おんまむら）、池ヶ原村、興津村（きょうつむら）及び菩提寺村の区域をもって、種谷村が発足する。
- 1907年（明治40年）8月10日 - 東英村及び種谷村が合併して、英田村が発足する。